# Затруднительное положение человека: откровенное руководство по самым важным вопросам жизни
Затруднительное положение человека: откровенное руководство по самым важным вопросам жизни (англ. «The Human Predicament: A Candid Guide to Life’s Biggest Questions») — книга Дэвида Бенатара, опубликованная в 2017 году. Дэвид Бенатар, профессор философии и директор Центра прикладной этики при Университете Кейптауна, известен своими пессимистическими взглядами и приверженностью антинатализму. В этой книге он углубляется в фундаментальные философские и экзистенциальные вопросы, касающиеся человеческого существования.
«Затруднительное положение человека» интересно сравнивать с Заговором против человеческой расы Томаса Леготти, с представлениями в Экклезиаст, и работами Томаса Метцингера.

## Описание
В книге Бенатар рассматривает смысл жизни, природу страдания, мораль и смерть. Он утверждает, что человеческое существование по своей природе полно страданий и что положительные аспекты жизни не перевешивают негативные. Важной частью его аргументации является концепция «асимметрии», согласно которой отсутствие страдания — это благо, в то время как отсутствие удовольствия не является злом. Эта концепция была подробно изложена в его предыдущей книге «Лучше было бы не родиться: о вреде появления на свет (2006)»
Бенатар также анализирует моральные аспекты, связанные с продолжением рода, и аргументирует в пользу антинатализма, утверждая, что лучше не рождаться, чем переживать неизбежные страдания. Этот взгляд он развивает также в своих статьях и других работах. Он рассматривает проблему смерти (гл. 5) и утверждает, что смерть может избавить от страдания, но при этом она не перестает быть аннигиляцией субъекта, что также составляет серьезнейший вред для человека: "смерть не является выходом из затруднительного человеческого положения, но еще более усугубляет его". Бенатар обсуждает невозможность и нежелательность бессмертия, приводя аргументы в пользу того, что бессмертие могло бы быть даже более мучительным, чем конечная жизнь. Вместе с тем, философ рассматривает страдание и смерть как два зубца экзистенциальных тисков -- или молот и наковальню бытия -- между которыми оказывается человек в результате рождения. Начало бытия -- вход в эту экзистенциальную ловушку, хорошего выхода из которой нет, поскольку что бы человек ни выбрал, ему будет нанесен либо вред страдания, либо вред смерти.
Автор приходит к выводу, что объективный смысл жизни отсутствует и что субъективный смысл, который люди придают своим жизням, не может компенсировать страдания и конечность существования. В своём анализе он использует как философские, так и научные аргументы, чтобы показать, что страдание является неотъемлемой частью человеческого существования, и что попытки найти объективный смысл жизни неизбежно обречены на провал.
Бенатар также рассматривает вопрос о том, как люди справляются с неудовлетворённостью и страданием. Он утверждает, что многие стратегии, которые люди используют для того, чтобы сделать свою жизнь выносимой, такие как отвлечение, самообман или принятие религиозных верований, являются неэффективными и иллюзорными. Он также критикует популярные философские подходы к поиску смысла жизни, такие как экзистенциализм и позитивная психология, за их неспособность признать глубину и масштаб человеческого страдания.
Одной из центральных тем книги является идея о том, что человеческое сознание и самосознание являются источником страдания. Бенатар утверждает, что способность осознавать себя и размышлять о своём существовании приносит людям не только удовольствие, но и огромное количество боли и тревоги. Это особенно остро проявляется в контексте осознания неизбежности смерти и конечности существования.
Кроме того, Бенатар исследует этические вопросы, связанные с отношением людей к животным и природе. Он утверждает, что страдание не ограничивается только человеческим родом, и что многие животные испытывают значительные страдания, которые часто игнорируются или недооцениваются. Он призывает к более сострадательному и ответственному отношению к другим живым существам, подчёркивая моральное обязательство уменьшать страдание во всех его формах.

## Критика
Книга вызвала широкий резонанс и получила как положительные, так и отрицательные отзывы. Многие философы и критики отмечали, что «Человеческое положение» предоставляет важный вклад в дискуссию о смысле жизни и моральных вопросах, связанных с человеческим существованием. Они хвалили Бенатара за его логически последовательное и аргументированное произведение, которое побуждает к глубоким размышлениям. Однако некоторые критики считают, что подход Бенатара слишком односторонний и не учитывает положительные аспекты человеческого опыта. Также отмечалось, что его взгляды могут привести к депрессии и ощущению безысходности.

## Перевод на русский язык
Официально книгу не переводили. В 2024 году Педдер Владислав опубликован любительский перевод на русский язык в интернете.